# Geuzenbond (jongerenorganisatie)
De Geuzenbond is een Nederlandse nationalistische en identitaire jongerenorganisatie. De bond is in 2018 opgericht en is sindsdien in Nederland, Vlaanderen en Frans-Vlaanderen actief. De Nationaal Coördinator Terrorismebestrijding en Veiligheid (NCTV) heeft de groep aangemerkt als extreemrechts.

## Geschiedenis
De Geuzenbond ontstond rond 2018 in Midden-Limburg. De naam verwijst naar de geuzen die aan Nederlandse zijde vochten tegen de Spanjaarden tijdens de Tachtigjarige Oorlog. Vanaf het begin maakte de organisatie zichzelf kenbaar door stickers en affiches in de openbare ruimte te plaatsen, met daarop slogans als "taal, erfgoed, eigenheid".
Een eerste kleinschalige demonstratie was in 2020 tegen het gebruik van Engels als voertaal op de Universiteit Twente. Anno 2021 had de Geuzenbond ook afdelingen in Holland, Brabant (inclusief Vlaams-Brabant) en Overijssel. De actieve aanhang werd toen geschat op ongeveer tien personen. In 2023 startte de Geuzenbond een afdeling in Frans-Vlaanderen, in de omgeving van Duinkerke. Haar aanhang wordt geschat op minder dan tien leden.
In 2021 werd de Groot-Nederlandse Studentenvereniging (GNSV) actief in Leiden. Het oprichtingsbestuur is geïdentificeerd als leden van de Geuzenbond. Het bestaan van de GNSV werd in 2022 aangekondigd in De Stormlamp, het blad van de Geuzenbond. Onderzoeker Willem Wagenaar van de Anne Frank Stichting concludeerde dat het feitelijk om dezelfde organisatie gaat. De GNSV ontkent dat, en verklaart niet bij te houden of haar leden actief zijn bij andere organisaties. De eerste praeses van de Nijmeegse tak van de GNSV, Daan Meershoek, ontkent dat het merendeel van de leden ook actief is bij de Geuzenbond.
In tegenstelling tot de GNSV wensen leden van de Geuzenbond meestal anoniem te blijven. Om deze anonimiteit te waarborgen, worden gezichten vervaagd wanneer foto's op sociale media worden geplaatst, en dragen ze maskers tijdens publieke acties, zoals bij het coronaprotest in Rotterdam in 2022. Desondanks heeft het collectief Capitol Terrorists Exposers (CTE) via open source intelligence vastgesteld dat vele GNSV-leden ook actief zijn bij de Geuzenbond. Zo is Meershoek herkend aan zijn postuur en kleding op foto's van een bloemlegging bij het standbeeld van Willem van Oranje in Delft.
Op 24 april 2024, de geboortedag van Willem Van Oranje, hadden Voorpost en de Geuzenbond een bijeenkomst bij Paleis Noordeinde in Den Haag. Een maand later stonden twee leden van de Geuzenbond op een dak met een anticommunistisch en anti-islamistisch spandoek bij een pro-Palestijnse demonstratie in Amsterdam.
Anno 2024 heeft Geuzenbond ongeveer 20 leden en 1.300 volgers op Telegram, 1.400 op X en 2.000 op Instagram. Verder heeft de bond contacten met buitenlandse extreemrechtse groepen zoals Patriot Front in de Verenigde Staten, Voorpost en Schild & Vrienden in België en het door de Oostenrijker Martin Sellner opgerichte Action Radar Europe.
In augustus 2025 werd in Badhoevedorp een 24-jarige man uit het Brabantse Erp aangehouden die zich identificeerde als lid van de Geuzenbond, op verdenking van het voorbereiden van een rechts-terroristisch misdrijf en het bezit van vuurwapens. De rechter-commissaris besloot dat hij veertien dagen langer vast blijft zitten.

## Ideologie
De Geuzenbond draagt het Grootneerlandisme uit. Dit ideologisch streven is gericht op de eenwording of nauwere samenwerking binnen het Nederlandse taalgebied. Het verwerpt het globalisme ten gunste van het nationalisme. Dit sluit aan bij de identitaire ideologie, die diversiteit en multiculturalisme afwijst en streeft naar etnische zuiverheid. Volgens de bond zou het niet nastreven hiervan leiden tot wanorde en tirannie. De afkeer van migratie maakt hier ook onderdeel van. De bond zegt te streven naar een 'homogeen Nederlands volk binnen het gebied waar dit volk historisch gezien is gevestigd', wat neerkomt op een vorm van Blut und Boden.
De Geuzenbond toont ook solidariteit met de witte Afrikaners in Zuid-Afrika, en streeft naar banden met een onafhankelijke Afrikanerstaat. Wagenaar stelt dat het solidarisme, genoemd in de grondslagen van de bond, gezien kan worden als de Vlaamse versie van het klassiek Italiaans fascisme. Hij ziet echter geen reden de groep als een veiligheidsrisico te bestempelen, omdat het maar om enkele tientallen personen gaat. De non-profitorganisatie Global Project Against Hate and Extremism schaart hen onder het internationale Active Club Network, een decentrale autonome organisatie die vechtsporten, masculiniteit, gezond leven en broederschap verheerlijkt, witte suprematie propageert, en de complottheorie van de omvolking verspreidt.
De NCTV classificeert de Geuzenbond als extreemrechts en beschouwt diens interesse in vechtsporten als implicatie van een voorbereiding op een mogelijke rassenstrijd. Meershoek ontkent dat de Geuzenbond een extreemrechtse organisatie is, omdat leden geen geweld zouden gebruiken als politiek middel of pleiten voor het afschaffen van de democratie. De Geuzenbond noemt zichzelf wel radicaal.

## Symboliek

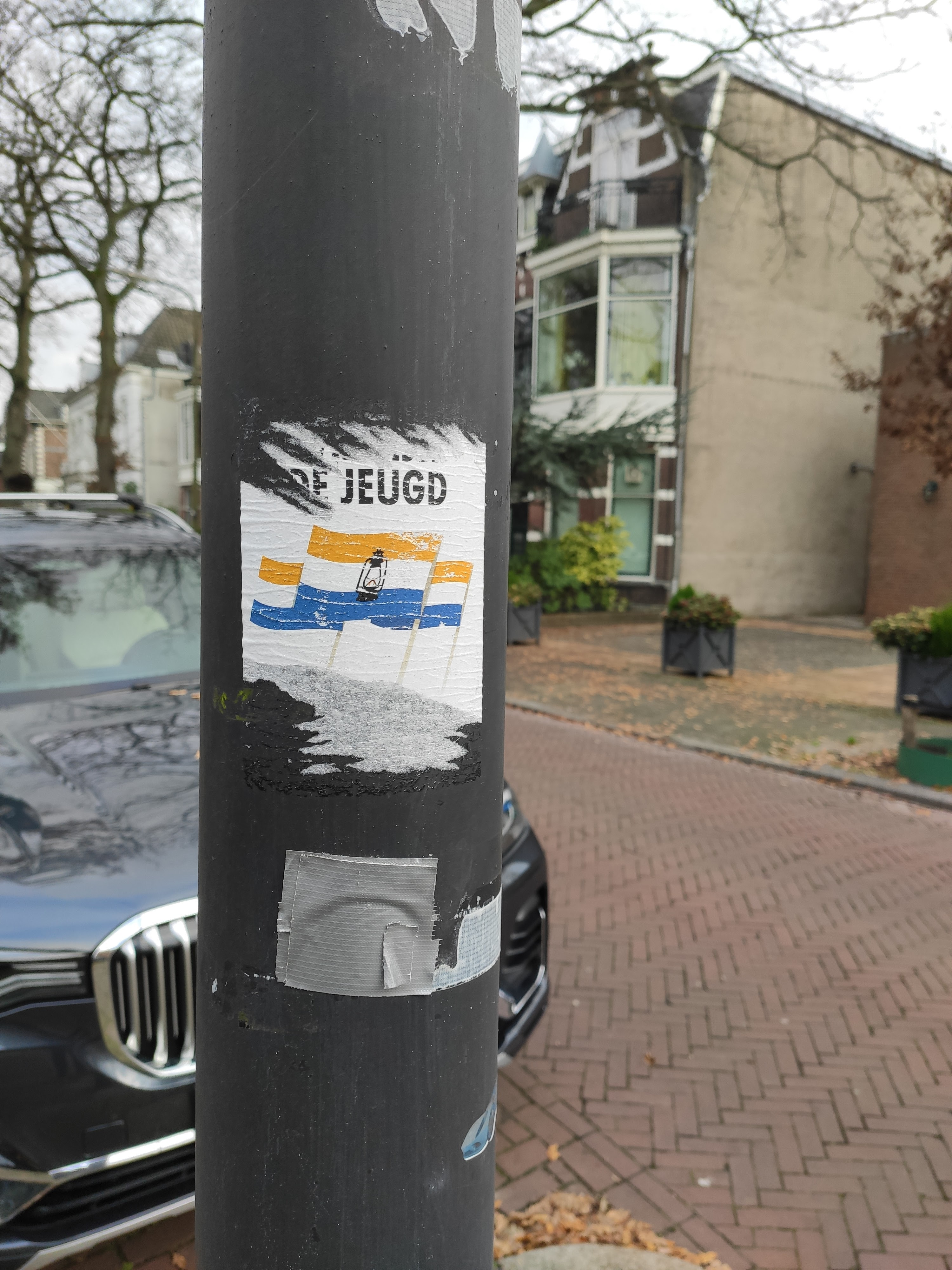
Deels verwijderde Geuzenbondsticker met daarop drie prinsenvlaggen, 2022

De Geuzenbond gebruikt regelmatig de Prinsenvlag bij demonstraties. Deze van origine historische vlag wordt sinds de jaren dertig van de twintigste eeuw in verband gebracht met nazi-sympathieën vanwege het gebruik door de NSB. De Geuzenbond verklaart zelf dat zij ermee wil verwijzen naar de Tachtigjarige Oorlog. Dit gebruik van symbolen kan worden gezien als zogenaamde ‘hondenfluitjes’.